# Emiliano Amor
Emiliano Javier Amor (Buenos Aires, 16 maggio 1995) è un calciatore argentino naturalizzato siriano, difensore del Colo-Colo.

## Caratteristiche tecniche
Gioca come difensore centrale.

## Palmarès

### Club

#### Competizioni nazionali
- Copa Chile: 1

Colo-Colo: 2021, 2023
- Supercoppa del Cile: 1

Colo-Colo: 2022
- Campionato cileno: 1

Colo-Colo: 2022